# Gorky Park
|  | For forlystelsesparken af samme navn, se Gorkij Park |
Gorky Park (russisk: Парк Горького) er en Glam Rock-gruppe fra Rusland.

## Medlemmer
Medlemmer
- Alexander "Big Sasha" Minkov-Marshal – lead vocals  (1990-1999, 2008, 2009, 2012–nu), bass guitar (1987–1999, 2012–nu)
- Alexey Belov – guitar, sang, keyboards (1987–2001, 2005–nu)
- Yan Yanenkov – guitar, kor (1987–1999, 2001, 2005–nu)
- Alexander "Little Sasha" Lvov – trommer, percussion, kor (1987–1999, 2006, 2008, 2009, 2012–nu)

Tidligere medlemmer
- Nikolaj Noskov – lead vocals (1987–1990, 2012)
- Nikolai Kuzminykh – keyboards (1996–2001) †

## Diskografi

### Studiealbums
- 1989 – Gorky park
- 1992 – Moscow calling
- 1996 – Stare
- 1998 – Protivofazza
- 1999 – The Best

| Musikgruppe | Spire Denne artikel om en musikgruppe er en spire som bør udbygges. Du er velkommen til at hjælpe Wikipedia ved at udvide den. |